# اپسیلون‌پروتئوباکتریا
اپسیلون‌پروتئوباکتریا (نام علمی: Epsilonproteobacteria) نام یک رده از شاخه پروتئوباکتریا است. پروتئوباکتریا شاخه بزرگی از باکتری‌های گرم منفی است که شامل باکتری‌های متنوعی می‌شود. همه آنها غشای خارجی لیپوپلی‌ساکاریدی دارند. اغلب تاژک دارند ولی برخی غیر متحرکند.
اپسیلون پروتئوباکتریا گونه‌های بسیار متنوعی را شامل می‌شوند مانند کامپیلوباکتر و هلیکوباکتر.